# Нондня
Нондня (пол. Nądnia) — село в Польщі, у гміні Збоншинь Новотомиського повіту Великопольського воєводства.
Населення — 811 осіб (2011).
У 1975-1998 роках село належало до Зеленоґурського воєводства.

## Демографія
Демографічна структура станом на 31 березня 2011 року:
|          | Загалом | Допрацездатний вік | Працездатний вік | Постпрацездатний вік |
| -------- | ------- | ------------------ | ---------------- | -------------------- |
| Чоловіки | 411     | 112                | 259              | 40                   |
| Жінки    | 400     | 85                 | 231              | 84                   |
| Разом    | 811     | 197                | 490              | 124                  |